# ウィキペディアへの批判
本項目ではウィキペディアへの批判（ウィキペディアへのひはん）について記載する。
ボランティアによって書かれたフリーコンテントプロジェクトであるウィキペディアは、その規模と知名度の増大に伴い、多くの批判もなされてきた。よく言われるものには、その開放性のために内容に権威がなく信頼性が低いことを指摘するもの、固有の系統的偏向性があるというもの、集団力学が目標の達成を妨げているというものなどがある。また具体的なものでは、明らかな、あるいはわかりづらい荒らし行為の存在、頑固な執筆者による記事の支配、議論のある話題についての不正確な若しくは存在しない情報源による執筆、編集合戦などの、執筆者間の非建設的な衝突などに対する批判がある。
ウィキペディアのコンテントに対する個々の際立った議論は、広くメディアの非好意的な注目を集めてきた。批判者たちは、ウィキペディアにおけるシーゲンソーラーの経歴論争やEssjay騒動などの事件を例に、ウィキペディアの文献としての信頼性・有用性に疑問を投げかけた。また、ウィキペディアはパロディーやユーモラスな批判の対象ともなっている。
さらに日本語版は英語版などとの違いが多く、ウィキペディア全体に対する批判に加えて日本語版特有の批判もある。Wikipedia:よくある批判への回答は英語版から翻訳されたものであり、日本語版特有の批判に対する回答は用意されていない。

## コンセプトに対する批判

### ウィキという形態
ウィキペディアは、“誰でも編集できる”というその性質、すなわちウィキであるがために、賞賛され、また批判もされた。司書や学者、他の百科事典の編纂者などの中には、資料としての有用性が非常に低いとの批判もあった。多くの大学講師たちは、学術的な論文の中ではどんな百科事典も引用してはならず、一次情報源を使うよう勧めている。ある大学のプログラムといくつかの学校においては、名指しでウィキペディアの引用が禁止されたこともあった。また、検索エンジン、特にグーグル検索の最上位に常に上がる故、不正に企業のPRの場として悪用する例、いわゆるステルスマーケティングに利用する業者は後を絶たない。
ウィキペディアの方針（Wikipedia:検証可能性）によれば、記事中の主張は、信頼できる情報源によって支持されるべきであり、さらに理想的には査読されたものであるべきであるとしている。
- ウェールズが2001年にウィキペディアを立ち上げた際に共同運営者だった[7]ラリー・サンガーは、翌年、プロジェクトから手を引いた[8]。ウィキペディアの“専門的知識を能動的に軽視する「反エリート主義」の哲学”を問題視した[9]のち2007年に「Citizendium」を興した[10]。
- ニコラス・G・カーは、ウィキペディアのような、ボランティアによるWeb 2.0的プロジェクトを、「経済的に不利な立場におかれるプロフェッショナルの仕事を駆逐し、最終的に社会に害をもたらす」と批判している[11]。
- インディアナ大学ブルーミントン校における2005年の研究では、ウィリアム・エミーとスーザン・C・ヘリングはウィキペディアに対する正式な研究がそれほど多くはないことを示し、ウィキペディアが社会的手段—すなわち、参加者たちの中核をなす人々に問題がないかを監視する自己規範と、より幅広い文化から書かれることによる百科事典的な本文への期待—によってそれらの結果を達成すべきであるとした[12]。
- オリバー・カムは、ウィキペディアの内容を決定する過程でなされる合意形成の信頼性に懐疑的な考えを述べた―「ウィキペディアは真実ではなく、合意（コンセンサス。関係するウィキペディアン全員から記述内容について賛同を取り付ける事）を求めている。果てのない政治談話のように、残るのは最も大きくしつこい声だ (end result will be dominated by loudest and most persistent voices)」と[13]（→Wikipedia:合意形成、Wikipedia:論争の解決、ウィキアリティ）。
- 医師で管理者のひとりジェームズ・ハイルマン（英語版）は、英語版ウィキペディアの超越瞑想の記事の真偽を巡る争いに巻き込まれ、「自分自身の真実、伝統的な科学の方法に沿った真実」のために数年間戦った。一般の編集者の興味を引くような問題ではなかったため、ハイルマンは論争を解決するための2度の一般投票でも超越瞑想陣営に負け、さらに上の権威である裁定委員会（英語版）にこの問題を2度持ち込んだが、ここでは問題の真偽の判断はできず、その人のふるまい、礼儀正しさだけが問われたため、どうにもならなかった。最終的には、超越瞑想のページの姿勢に不快感を抱きながらも、超越瞑想陣営の執筆者たちに根負けし、降参した。彼は、「果てしなく我慢すれば、どの知識が世界に提示されるかを一つの集団が変えることは実質的に可能です」と述べている。[14]またハイルマンは、経皮的椎体形成術（経皮的後弯矯正術。英：Percutaneous vertebroplasty、Kyphoplasty）の記事の編集の際に、医療機器販売会社のメドトロニック社に所属している執筆者の干渉を受け、この会社に有利になるような記述を却下して以降、ノートではハイルマンに対して「差別的」などの批判が書き込まれるようになった。この批判を行っていた人物もメドトロニック社に所属していることが確認された。ハイルマンは、この記事の件でアメリカ人放射線医師のダグラス・ビーオールからある論文を読むことを勧められ、当初それは善意のアドバイスに思われたが、ビーオールは2005年以降メドトロニック社に関わり、少なくとも同社から15万ドル(約1500万円)を受け取っていた。彼は、IMS Health（英語版）やグラクソ・スミスクライン、アレクシオンファーマ（英語版）などの企業からコンタクトを受けたことがあるが、中でもメドトロニック社による積極的なウィキペディア書き換えの行為は最悪のケースだったと述べている。ハイルマンによると、2008年から2013年にかけて医療関連の記事の編集者の数は40％も減少しており、人手不足の中でのステルスマーケティングの対応で、編集者のコミュニティはより大切な仕事に時間を割けなくなっているという[6]。
- ハイルマンと超越瞑想の戦いを取材したカナダのジャーナリストのマイケル・ハリス（英語版）は、ウィキペディアの真のウィークポイントは、強みであるところの「民主的な衝動」にあり、「みんな版」の事実が一律に正しく、専門家の見解が押しやられるようなシステムでは、企業や政治的利害が主導権を握りかねないと指摘している。ウィキペディアの知的生産は常にどこかの強い党派性の影響を受けており、「この巨大な三次資料が、知的生産で恥ずかしげもなく利用されるようになるとき、私たちが心配しなければならないのは、ひどいでっちあげでも、悪意のない間違いでもない。世俗的な破壊の問題でもない。（中略）心配しなければならないのは、ジェームズ・ハイルマンのような一個人の努力よりも長生きする勢力の利害なのだ。（中略）私たちの集団的な、組み込まれた偏りは、将来の世代に、人間の理解に対して、どんなに捉えがたい、気づきにくい変更[注 2]をもたらすだろう。」と懸念を示している[14]。

### 資料としての有用性
ウィキペディアは、ジミー・ウェールズも上記で述べている通り、まともな研究においては一次情報源として使用すべきではないということを認めている。司書のフィリップ・ブラッドリー（Philip Bradley）は2004年10月、『ガーディアン』誌のインタビューにおいて、ウィキペディアの根底にあるコンセプトは「素晴らしい考え」であるとしたが、実用上はこのサイトを使うことはないだろうと述べた。さらに、「使おうとするであろう司書を私は一人も知らない。一番の問題は権威の欠如だ。出版された資料においては、出版者はそれで生活しているので、彼らは情報が信頼できるということを保証しなければならない。しかしこのようなもの（＝匿名の不特定多数による電子データの塊であるウィキペディア）においては、すべては窓の外で起きていることだ。」と述べた（→Wikipedia:免責事項）。
『ブリタニカ百科事典』の前編集長ロバート・マクヘンリーは、2004年11月に次のように述べた。
CNETは2005年12月15日の記事の中で、「ネイチャー誌に今週掲載された研究によれば、ウィキペディア（訳注：英語版）は、我々をとりまく世界の事実についての由緒ある旗手であるブリタニカ百科事典と比較して、同じくらい正確な情報源だ。」と述べた。ネイチャーによるこの調査は、『ザ・レジスター』の編集者アンドリュー・オーロウスキーによって、次のように批判された。
ブリタニカ百科事典もまた、その研究におけるブリタニカの抜粋は、少年向けの版のために書かれた記事のものを含む編集物であるため「致命的に不備がある」として、ネイチャー誌の研究を否定した。ネイチャー誌はブリタニカの抜粋の一部が編集されたものであるということを認めたが、これによって研究の結論が変わるものではないとした。ブリタニカ百科事典はまた、ネイチャー誌の研究は、2つの百科事典の間のエラー率は似かよっているが、エラーを分析してみると、ブリタニカは「脱落エラー」が多いのに対し、ウィキペディアの方は不正確な事実をより多く含んでいるということを示している、と論じた。
コネティカット大学のジーン・リケンズとバッファロー大学のアダム・ウィルソンは、編集合戦の内容について分析し、科学的に議論が分かれる物より政治的論争を引き起こすようなトピックがよく編集されていたと結論付けた。一方この結果にウィキメディア財団は直ちに反応し、「今回の研究結果では発見を誇張して説明しており、事実がねじまげられている。たとえば、研究者は編集の頻度と記事の不正確さの関連性をはっきりと示してはいない。単に『議論を巻き起こす』トピックが『議論を巻き起こす』ことを説明しただけだ」と反論した。

### 荒らし行為に対する脆弱性
2005年11月に起きたウィキペディアにおけるシーゲンソーラーの経歴論争の結果として、ウィキペディアは非常に好ましくない印象を大衆に与えた。誤った記述は、同年5月からシーゲンソーラーの友人Victor Samuel Johnson jr.によって発見される9月までの間、まったく気付かれることがなかった。ウィキペディアは荒らし行為を、記事が常に直面する問題として認識している。ある利用者は特定の主題に対する不満から、またある利用者は単にウィキペディアを破滅させるために荒らし行為をする。システムを試し信頼性の低さを実証するために、故意に虚偽の情報を記述した例もある。
ウィキペディアはこれらの問題を認識しており、英語版の『ウィキペディアを使った調査』のページ（en:Wikipedia:Researching with Wikipedia）には次のように記述されている。
ウィキペディアには、荒らし行為に対処するための様々なツールが利用者と管理者のために用意されている。またウィキペディアの支持者らは、荒らし行為のほぼすべては短時間のうちに差し戻されると主張している。MITメディアラボのFernanda Viégasと、IBM基礎研究所のMartin Wattenberg、Kushal Daveらは、荒らし編集のほとんどは（英語版においては）5分前後で差し戻されるということを示した。
確かに、ページの白紙化や不愉快な文章の追加など大掛かりな荒らし行為のほとんどはすぐに差し戻されるが、一方でさほど明白でない荒らし行為は訂正に長い時間が掛かる。たとえば、ある利用者によってキング牧師記念日 (en:Martin Luther King, Jr. Day) の記事に人種差別主義的な編集が行われたときは、差し戻されるまでに4時間近くの時間を要した。コラムニストのSujay Kumarは次のように論評した―「ウィキペディア（ここでは英語版）はほとんどの荒らし編集が5分以内に除去されると言っているが、気づかれずにいる虚偽の記述もある。ラリー・キングの鼓腸に関する異様な記述は1ヶ月もの間掲載され、ヒラリー・クリントンが卒業生総代であったという小さな誤りは2年近くの間訂正されなかった」。
虚偽記事が堂々と存在したことさえある。レバノン沖地中海に存在すると主張された「ポルシェジア島」(Porchesia) は虚偽記事であるとして削除されると、「存在するものをなぜ抹消するのか」と異議を唱えるウィキホリック達によって直ちに再生された（この騒動の顛末はアンサイクロペディア英語版に「ポルシェジアの虐殺」として記録された）。「ビコリム戦争」(Bicholim Conflict) は2012年末に削除されるまで5年間存在し、しかもその間に良質の記事にまで選ばれた。古代ローマの人物でカエサル暗殺に関与したと主張される「ガイウス・フラウィウス・アントニヌス」は削除されるまで8年間存在し続け、この種のでっち上げで最もよく知られる例となった。また、ツアタファ・ホリというシガヴェーの王女、エクサハメロン大戦についての詳細、セーラームーンとスーパーマリオブラザーズが融合したセーラーキノコなど、ウィキペディア以外に存在しない多くの架空の人物や事物についての情報が発信されていた。また、でっち上げというでっち上げもあり、2008年の春の1か月以上の期間、あるページではマーガレット・サッチャーは架空の人物であると書かれていた。
悪戯行為の試みは記事の編集だけに留まらない。スコットランドのアラン・マキルレイスは2005年10月、コールセンターで働いていた経歴しかないにも拘らず、イギリス陸軍大尉で多くの勲章を授けられた英雄であるとする自身のウィキペディア記事を作成した。その記事はすぐに、他の利用者によって信頼できない記事とマークされた。しかし、マキルレイスは多くの慈善団体やメディア組織に対しても、自身が記事にあるような人物であると説得するのに成功した。音楽ユニットPeking Dukの記事を書き換えることで、ライブの警備をすり抜けてバックステージに侵入を果たしたファンもいる。
記事本文に対する悪意ある編集は差し戻すのは比較的容易だが、数字や統計に関する編集は見つけるのが遥かに困難であり、さらに長期間にわたって掲載され続けてしまう虞がある。

#### 循環報告
ウィキペディアが、ウィキペディアを典拠とする報道などを出典にすることで、循環的にウィキペディア発の虚偽情報を事実のように見せかけることがある。その場合、ウィキペディアの情報が虚偽である可能性を理解している人も、結果的にウィキペディア発の虚偽情報の担い手になることがありうる。ウィキペディアとOxford Textbook of Zoonoses（オックスフォード人獣共通感染症教科書）における、エボラ出血熱に関する記述を比較すると、内容の重複があるが、ウィキペディアの記載は2010年であるのに対し、The Oxford Textbook of Zoonosesは2011年版の書籍に同じ内容があることから、The Oxford Textbook of Zoonosesの著者がウィキペディアを「参照元」としていることが指摘されている（執筆者が同じである可能性もある）。

### ジェンダーバイアス
2011年のウィキペディアの調査では編集者の91パーセントが男性であり、ウィキペディアの記事はジェンダーバイアスの影響が指摘されている。例として「ポルノ女優」は1000人によって2500回も編集されているのに対し、「女性詩人」に手が入れられた回数はその四分の一にも達しない。これはウィキメディア財団も認めるところである。マイケル・ハリスは、「ウィキペディアが達した「合意」は、結局のところ、実は男性の合意」であり、ジェンダーバイアスが生み出す限界は、特定の組織の介入による情報の偏向同様に、非常に深刻である可能性があると述べている。

## 日本語版への批判
以上のウィキペディア全体（または英語版）に対する批判に加えて、日本語版に特有の批判もある。その予備知識としてまず、他言語版と日本語版との目立った違いをいくつか説明しておく。

### 主要言語版との違い

#### 組織上の不備
2019年6月の時点で、ウィキメディア財団から承認済みの国別協会 (local chapter、法人格取得が必要) が所在地別に39あり、さらに検討・準備中が27ある。日本語版は2001年、英語版の次に作られた13言語版のひとつでありながら、日本には国別協会が2024年の現在も存在せず、準備中ですらない。
「Wikipedia:全言語版の統計」によると、管理者数が2022年5月現在40人と少ない。特にアクティブ・ユーザー（過去30日以内に編集を行なった登録ユーザー）数に対する比率を見ると他の主要言語版がアクティブ・ユーザー約80～190人に対して管理者が1人おり、低めのスペイン語版でも約230人に1人であるのに対して、日本語版は約380人に1人とさらに低い。その上に日本語版は参加者に占める非登録のIPユーザーの比率が高いため、IPユーザーを加えると他の主要言語版との差はさらに広がる。

#### 方針文書の不備
「Wikipedia:ルールすべてを無視しなさい」は基本原則である「Wikipedia:五本の柱」のひとつでありながら2022年現在までずっと草案のままで、方針として認められていない。英語版では2006年という早い時期に公式方針となり、他の言語版でもほとんどそうである。
記事の乱立を防ぐための「Wikipedia:独立記事作成の目安」（特筆性）がガイドラインとなったのが2015年1月と遅く、その時すでに94万本の記事ができていた。そのため今も特筆性の足りない記事が多数残っている。2015年以降についても、たとえば2023年の一年間に「Category:特筆性の基準を満たしていないおそれのある記事」に入った記事だけで約4600本ある。

#### 記事の品質
記事品質の最上位にあたる「秀逸な記事」(featured article)が全記事に占める割合を見ると、英語版では全体の0.1%、他の主要言語版でも0.08%前後はあるのに対して、日本語版はひと桁少ない0.007%である。次位にあたる「良質な記事」 (good article) も、英語版の0.53%に対して日本語版は0.13%である。なお英語版ではすべての記事が質・量と重要度で評価され、各記事のノート (Talk) のページに表示されている。そして重要かつ高品質な記事に専門家による査読を加えてWikipediaのオフライン版を作る「Wikipedia 1.0」という構想まである。記事評価の仕組みはフランス語版、ポルトガル語版、中国語版などにも導入された。
また2014年には機械翻訳機能などを備えた翻訳支援ツール「コンテンツ翻訳」が導入され、このツールを使った新規記事が日本語版にも連日投稿されている。日本語の機械翻訳機能は2022年11月に廃止されたが、ツールを経由しない機械翻訳のケース、既存の記事が機械翻訳に置き換えられるケースは数さえ不明である。機械翻訳の危険性は、すでに他の言語版について指摘されている。
2022年5月に発足した「プロジェクト:翻訳検証」のページは冒頭部分で「…翻訳作業に対する理解不足や過度の効率追求によって（そして時には悪意によって）…低質な翻訳が行われ、結果的に内容にも問題を抱えた記事も作られてしまっています」、さらに「…杜撰な翻訳を行う利用者は、得てしてその『翻訳スピード』を良いことに、根本的な問題を抱えた記事を量産し続けてしまう傾向があります」と述べている。

### 識者からの批判
上述のような責任者不在の状態のほか、記事内容の正確性、情報操作のおそれ、プライバシー侵害のおそれなどさまざまな面について多数の日本の識者から批判を受けている（おおむね時系列順、肩書き等は発言当時）。当然、ウィキペディア全体に対する批判と日本語版特有の批判とが入り混じっている。

#### 2000年代
経済学者の野口悠紀雄は2006年の雑誌連載の中でウィキペディアについて「ブリタニカにも匹敵する」と激賞しつつ、自身の項目に事実に反したことが書いてあったことに不快感を示し「誤りに対する責任の所在も明確ではない。ウィキペディア日本語版の管理者は誰であるのか、明確にされていないからである。さまざまな問題が指摘される「2ちゃんねる」でさえ、管理責任者が誰であるかは明確にされている。それと比べると、ウィキペディア日本語版の信頼性は「2ちゃんねる」以下と言わざるをえないのである」と批判している。
歴史家の宝賀寿男は清和源氏の項目で個人攻撃を受けた（詳細は当該記事の履歴を参照）と考えた。2007年、自身が会長を務める古代氏族研究会の公認ウェブサイト上で、「匿名の極めて多数の書き手がいる同事典については、これまでも多くの問題点が指摘されてきたことは、周知のとおりである。その意味で、当該記事は無視しておいてもよいとも考えられるが、一般に様々な事項について、ちょっと調べるにはたしかに便宜な事典であり（七，八割方の精度で）、世間的に一定の影響力があることを否定できないものでもある」として逐一反論を述べ、「まったくの余談であるが、本件のように異説がある問題について、自らの説・見解に都合の良いような形で記事を書き込むことは、疑問の大きいところである。とかく問題にされがちなフリー百科事典『ウィキペディア（Wikipedia）』の声価を下げることにつながることを懸念する」と表明している。
放送大学大学院生でウィキペディア管理者の岡田登貴（ユーザーアカウント名は未詳）は2007年の雑誌記事の中で“良識的でものごとを中立的な観点から見ることができる執筆者が増えれば増えるほどウィキペディアの正確性はましていくことになる”と評価しながらも、“残念なことに現在の日本語版には、偏った記事、正確性に疑問がある記事、はなはだ百科事典的でない記事が多いのも事実である”と述べている。
山本匡紀は2008年の共著書の中で、“匿名性というレベルでは2ちゃんねるもウィキペディアも同レベルにある。いや、発信者情報開示請求に応えない分、2ちゃんねるより匿名性が高いとすらいえるかもしれない”と評価しながら、“もののたとえでも何でもなく、本当に、最終責任者がどこにもいない”とし、“現在、2ちゃんねる以上に、低リスクで違法な書き込みを行える場になりつつある”と懸念している。また山本はイオンド大学の項目が、2007年上旬に同大関係者を称する人物からのクレームを受け管理者の手により実質的に白紙化され保護となった事件（経緯は当該記事のノートおよび過去ログを参照）を“「社会正義よりウィキペディアの存続が優先する」というメッセージだと受け取られても仕方がない”としている。そのイオンド大学の記事白紙化の件によりウィキペディア編集から離れたというプログラマーの吉本敏洋は、同じ本の中でどのようにウィキペディアに接するべきかという問いに“ネット社会をあまり知らない人は見ないのがいいと思いますよ。記事の信憑性をいちいち検討するのもコストをかけることなんです。「2ちゃんねるに書いてあることは本当ですか？」と聞かれるのと同じで、「（2ちゃんねるやウィキペディアを）見ても時間の無駄だから見ないほうがいいですよ」って答えるのが一番正しいと思います。それでも暇つぶしならいいですよというくらいです”と回答している。
弁護士の山口貴士も上記山本との共著書の中で、ウィキペディア日本語版を“非常に便利”、“重宝しています”と評価しながら、“責任者を決めない限り、権力からの干渉や不当な圧力に対し、気骨のある毅然とした対応をとることは難しいと思います”と指摘。上記イオンド大学記事白紙化の件についても“日本の関係者だけで素人判断をするのではなく、記事の執筆者に根拠を示し、表現の正当性を主張する機会を与えた上で、ウィキメディア財団に判断をさせるべきだったと思います。クレームをつけた側の言い分を一方的に受け入れることは、ウィキペディアの信用性を損なうだけだと思います”と苦言を呈している。
森林総合研究所の明間民央は2008年の雑誌記事の中で“結論から言えば、「ウィキペディアの情報は信頼できる」というのは間違いである”とし、出典なき記事の信頼性や間違い、古い情報がそのまま放置されている問題を指摘。一方で“ウィキペディアの考え方自体は悪くない”とも評価している。
早稲田大学メディアネットワークセンター助手の大足恭平は荒らし・悪戯・著作権侵害・論争・編集合戦などが起こっていることを問題点に挙げる。さらに2008年の学会報告書の中で日本語版を“アニメ、鉄道、道路、芸能などの分野に強く、一般の百科事典に載っていないようなことが載っている、ということも特徴の一つとなっており、非常に豊富な情報量を擁しているが、実際にはほとんど検証可能な出典は示されていない”と分析している。

作家の畑正憲は、ウィキペディア日本語版の本人の項目に「大麻の栽培許可証を持ち、『ムツゴールド』なる品種を育ててアムステルダムの大麻品評会で準優勝した」という虚偽の内容を書き加えられたことがある。記述を真に受けた者が畑に直接質問したため、本人の知るところとなった。この一件について、畑は2008年の著書『ムツゴロウの東京物語』で以下のように不快感を表明している。「私は、麻薬の類が極端に嫌いであり、手を出すなよと、周りに戒めてきた。多分、フリーライターが書いたものだろうが、私が最も嫌いなものをつけ加えて、裏でニヤリとしているに違いなかった。それは悪意に満ちた人物紹介だった」。
参議院議員の白眞勲は2009年ごろ自身の公式ウェブサイト上に「ウィキペディア（Wikipedia）白眞勲の記述における一部誤認、意図的曲解について」とのページを作り、ウィキペディアの白の記事に書かれた内容のうち帰化後の発言・在日コリアン参政権付与運動・防衛政策の3点について「デタラメ」等と反論している。
実業家の西和彦は2009年のネットコラムの中で、自己項目の編集をめぐり他の利用者と激論を交わし（経緯は当該記事のノートを参照）、その結果ウィキペディア日本語版を「真実と嘘と無知と偏見と嫉妬と虚栄が混じったネットの肥溜みたいなもの」と認識している。一方で「アメリカの代表はまともな人であった」としている。　この批判には赤木智弘が一定の評価を下している。
医療ジャーナリストの鳥集徹は2009年の著書の中で出元明美の項目が立項時にきわめて問題が多かったことを指摘（当該記事の履歴を参照）。「だれかがウィキペディアに書き込まない限り、いったん書かれた記事はそのままネットに晒され続ける。「嫌なら自分で書きかえろ」と言われるかもしれないが、好き好んで書かれたわけでもない当人が、なぜそのような労をとらねばならないのか。書かれた側にとっては、はなはだ迷惑な話だ」と断罪している。さらに悪質な書き込みを行っている人間が2ちゃんねるのウィキペディア関係スレッドを利用し情報操作を試みている危険性も示唆している。

#### 2010年代
奈良女子大学教授の栗岡幹英は2010年に大淀病院事件の項目が誤情報・誤記に満ちていたとして厳しく批判し（経緯は当該記事のノートを参照）、「他の立場を排除して一定の傾向を持つ政治的な主張群を流通させるという意図に導かれて」いるとしている。
立教大学教授の細井尚子は2011年の他教授・学生との座談会「学習ツールいまむかし」の中で「ウィキは文責もとらない。教員としては、やっぱりそういうのが問題だと思いますね」と批判。なお同座談会では学生からも一様に手厳しい評価が下っている。曰く「書籍とかを見ると、全然違う内容のことが書いてあったり、逆のことが書いてあったりする場合も多々ある」、「内容が浅いと感じています。今から調べるものの概要をとらえるというぐらいでしか使わないと思います。本当に論文を書くというレベルになると、ウィキペディアは使いものにならない」、「ウィキペディアを使うときは、芸能人のことを調べるときだけ」。
比較文学者の小谷野敦は2012年のブログ記事の中で「日本のウィキペディアというのは、海外のそれと違って責任主体がはっきりしない。いわば無法地帯だ。誰がやっているか分からない」と批判している。
雑誌『AERA』では2012年に井上和典記者が“「AERA」の項を見ても、間違った記述が散見されるほか、すでに終了した連載が「代表的な連載」として挙がっているなど、情報が更新されていなかった”と述べ、ウィキペディアが執筆者の自主性と善意に頼っていることの限界を指摘。“その内容が間違っていても誰の責任も追及できない”としている。
成城大学教授の指宿信は2012年、出版社サイト上の連載コラムにおいて“Wikipediaそのものの構想は素晴らしく、「知の共同体、知の集積庫」であり、誰もが利用できるオープンアクセスの見本”と高い評価を下しつつも、官公庁からの編集が相次いだことを引き合いに出し“Wikipediaのような匿名サイトの場合には、あたかも中立的な立場を装いながら一定の見解のみが伝えられてしまうという危険性がある”と指摘。さらに“実はオープンであればあるほど情報の信頼性が損なわれていくという相関関係にあることも見逃せない”というジレンマも指摘している。また“紛争当事者が、自ら、あるいは第三者に依頼させて、紛争に関わる言葉の定義や事実関係についてWikipediaの記事を（極論すれば自己の主張に有利なかたちで）執筆したり、させたりしていたとしても、それをチェックするのは事実上不可能に近い”とも弱点を剔抉している。
慶應義塾大学特任教授の西岡孝明は2013年に所属研究所サイトのインタビューにおいて「全く関係のない項目同士で同じような議論があり、お互いに矛盾することが書かれていても、それを探す機能がありません。データベースでは、記述内容が互いに関連していて、その関係がクリアでなければなりません。Wikipediaには出典のリンクがついていますが、あれはページに書きこんだ人がリンクを付けているので、抜けていることもたくさんあるし、他の思わぬところに関連項目があったとしても、書き込んだ人が知らなければリンクはつきません」と、データベースとして欠陥があることを指摘している。
愛知大学教授の時実象一は自身、学生への実習としてウィキペディアの編集を行わせながらも、2014年の愛知大学図書館広報誌の中で「たとえば「つり革」（電車の）という記事（2013年9月現在）は、出典がなく、自分の調査結果を記載しているだけで、独自研究の典型である」、「タレントに関する記事や、いわゆる「オタク系」の記事は、うわさ話や聞きかじりが多く、信頼性に乏しい」などと批判している。
芸能人のスマイリーキクチは1999年からネット上で始まったスマイリーキクチ中傷被害事件に関連して自身のウィキペディア記事に女子高生コンクリート詰め殺人事件に関与したと書かれたことを例に挙げ、2017年の新聞インタビュー記事の中でネットの情報は疑うことを助言している。
作家の手嶋龍一は2018年の雑誌インタビューにおいて自身の項目の経歴が寺島実郎と混ざっていたと述べ、間違いが多いと指摘している。
武蔵大学准教授でウィキペディアンでもある北村紗衣は、2018年のオンライン雑誌記事の中でウィキペディアにおけるジェンダーバイアスの事例や、時事問題に関連してウィキペディアの記事に荒らしが発生した事例などを紹介している。また北村は、鉄道分野のウィキペディア記事が専門的になり過ぎて一般読者には難解な内容となっていることも指摘している。

#### 2020年代
管理者歴14年の青子守歌は2020年9月18日のネット配信番組『ABEMA Prime』の中で、記事の信頼性について「全く信用できない」と語った。「これは私の意見だが、おそらくWikipediaの中の人に聞くと、ほとんどが『信用できない』と言うと思う。一生懸命やっているが（自信をもって信用できると言えるには）全然及ばない」。信頼性が今後上がっていくかについても、ことばを濁しながら「100年かかるか、1000年かかるか正直わからない。皆さんや私が生きている間にWikipediaが信頼できるようになっていくかというと、ちょっと疑問かなと思うところはある」と述べている。
2020年10月、中国・雲南大学の助教、島袋隼士は、千人計画の記事に掲載された日本人参加者リストに自分の名前を発見した。千人計画は中国政府の人材招請プログラムであるが、本人は同計画に招かれたことはない。ツイッターで「千人計画に参加した日本人の中に私の名前があって笑った。100％デマですやん」と投稿し、続けて「最初は笑ったけど、これは良くないですねぇ」と投稿した。
ウィキメディア財団は2022年2月に報告書『日本におけるIP編集』をまとめた。日本語版参加者へのアンケート（回答数は重複を除き690件）とインタビューの結果を基にしたものである。報告書は「経験を積んだログインユーザーたちは、日本語版ウィキペディアのコミュニティーは敵対的であると見ています。[…この敵対性は]主にログインユーザー間で生じる衝突に起因しています」、さらに「コミュニティー内ではしばしば党派が形成される。また、その党派の目標を実現しようと[不正な]操作が行われる」と述べている。
前出の北村紗衣は2021年の雑誌インタビューにおいて、ウィキペディアの内容について「…基本的にあまり信頼できません。やはり専門家が監修している百科事典と比べると、誰でも編集可能であるがゆえに低品質な記事が多くなってしまうことも事実です。低品質な記事を修正・削除できる仕組みもありますが、ボランティアで運営されているため、チェックがあまり行き届いていないのが現状です」と答えている。

## 他の言語版への批判

### 中国語版
2021年2月、誠信女子大学のソ・ギョンドク教授は、中国語版の「朝鮮族」の項目において、「世宗大王や金九などの偉人、キム・ヨナやイ・ヨンエなどの有名人が朝鮮族と記載されている」と批判している。これについて、韓国の専門家らは「中国が歴史を歪曲している部分を指摘し、修正を促す措置を取るべきだ」と主張している。
2021年には管理者の選挙などについてユーザーグループを通じた組織的な不正が発覚、ウィキメディア財団が多数の関係者を処分した。

### スコットランド語版
2020年8月、スコットランド語の知識を十分に持たないある1人の投稿者による記事が異常に多く含まれていると指摘され、注目を集めた。